# Schron w Piecach

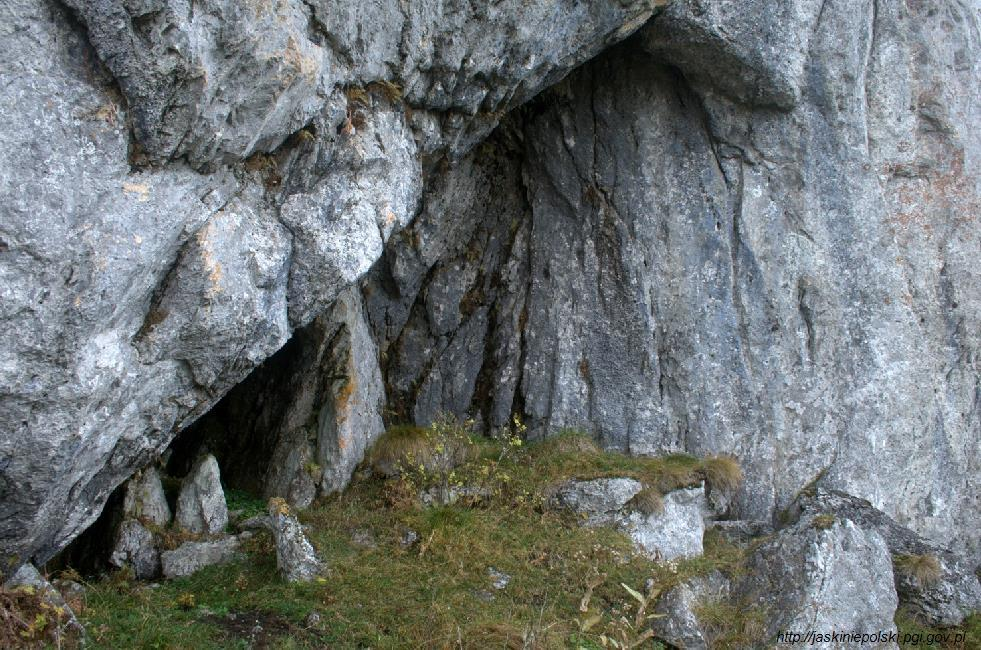
Otwór jaskini

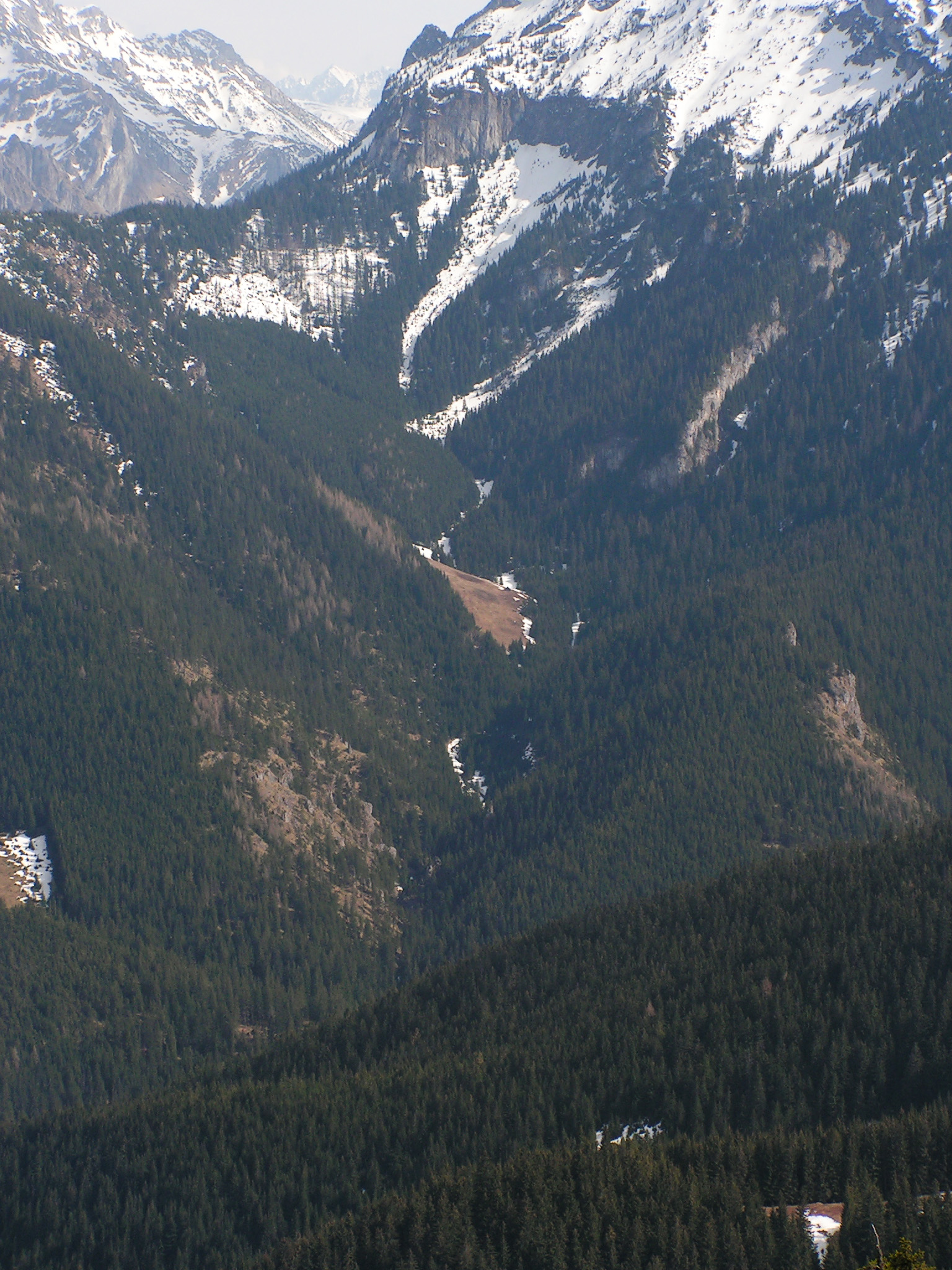
Dolina Dudowa i jej górna część - Hala Kominy Dudowe

Schron w Piecach – jaskinia, a właściwie schronisko, w Dolinie Chochołowskiej w Tatrach Zachodnich. Wejście do niej znajduje się w Dolinie Dudowej, wysoko ponad Halą Kominy Dudowe, w zboczu Kominiarskiego Wierchu, na wysokości 1595 metrów n.p.m. Jaskinia jest pozioma, a jej długość wynosi 6 metrów.

## Opis jaskini
Jaskinię stanowi duża, pozioma sala zaczynająca się zaraz za obszernym otworem wejściowym i przechodząca w zwężający się, krótki korytarzyk.

## Przyroda
W jaskini nie ma nacieków. Bywają w niej jelenie i niedźwiedzie. Na ścianach rosną  mchy, wątrobowce i porosty.

## Historia odkryć
Jaskinia była znana od dawna. Pierwszą wzmiankę o niej opublikował W. W. Wiśniewski w 1990 roku.